# Better (Regina Spektor)
Better è il singolo della cantautrice Regina Spektor di cui è autrice. È un singolo estratto dall'album musicale Begin To Hope pubblicato nel 2006.
La canzone è stata utilizzata in background negli ultimi minuti dell'episodio finale della serie televisiva The Good Wife nel 2016. Grazie alla scelta della produzione il brano ha avuto un notevole incremento di stream da parte degli spettatori della serie. Sono stati in ben 11.000 ad usare l'applicazione Shazam per riconscere la canzone. Il brano è riuscito così, dopo 10 anni dalla sua uscita, a debuttare nelle classifiche di Billboard.
Il brano è stato utilizzato anche nell'episodio 6 della quarta stagione di How I Met Your Mother, nel film del 2009 La custode di mia sorella, in 4 amiche e un paio di jeans e nel 2007 in un episodio della serie televisiva Side Order of Life.

## Classifiche
| Classifica                             | Posizione |
| -------------------------------------- | --------- |
| US Rock Digital Song Sales (Billboard) | 35        |